# 伊尔玛亚站
伊尔玛亚站是叶尔加瓦-利耶帕亚铁路线上的一个火车站，车站建于1929年，附近的居民点是距离本站3 km（1.9 mi）的季日尔马亚村和马济尔马亚村。
2021年，交通部要求杜尔贝镇政府对伊尔玛亚站的存废进行评估。